# 神戸市立御蔵小学校
神戸市立御蔵小学校（こうべしりつ みくらしょうがっこう）は、兵庫県神戸市長田区一番町に所在する公立小学校。

## 沿革
- 1920年（大正9年） - 真陽高等尋常小学校より分離し、御蔵尋常小学校として開校。

## 通学区域
- 神戸市長田区[1]
  - 菅原通1～4丁目、御蔵通1～4丁目、四番町5～7丁目、三番町4・5丁目、二番町2～4丁目、北町1丁目、一番町2～5丁目

※卒業後は基本的に神戸市立長田中学校に進学する。

## 校区内の主な施設
- 長田警察署 御蔵交番
- 菅原保育所

## 交通
- 阪神神戸高速線高速長田駅より

## 通学区域が隣接している学校
- 神戸市立長田南小学校
- 神戸市立宮川小学校
- 神戸市立室内小学校
- 神戸市立水木小学校